# 문호근
문호근(文昊瑾, 1946년 11월 17일 ~ 2001년 5월 17일)은 대한민국의 피아니스트, 오페라 연출가, 작곡가이다.

## 생애
경상북도 김천 출생이며 본관은 남평(南平)이다. 재야운동가 문익환 목사의 장남이자 영화배우 문성근의 형이다. 서울 경기고등학교를 거쳐 서울대학교 작곡과를 졸업한 뒤 독일 뮌헨 대학교 대학원에서 음악학 석사 학위를 받았다.
1967년 피아니스트 첫 데뷔를 하였으며, 1970년대 이후 피아니스트 활동을 접고 오페라 연출가 활동에 주력하였다. 예술 활동과 더불어 진보적인 예술인단체인 민예총에서 활발한 활동을 하였다. 이후 1997년부터 서울 예술의 전당 공연예술감독관으로 재직하던 중, 2001년 5월 17일 56세의 나이에 심장마비로 사망하였다.

## 학력
- 경기고등학교
- 서울대학교 작곡과 졸업
- 독일 뮌헨 대학교 대학원 음악학 석사